# Huddinge IF
Der Huddinge IF ist ein 1912 gegründeter Sportklub im Stockholmer Vorort Huddinge in Schweden. Heute gibt es nur noch die Fußballsektion, früher gab es außerdem die Abteilungen Bandy, Tischtennis, Radsport und Skilanglauf. Der Fußballverein spielte nach dem Aufstieg 2005 in der fünftklassigen Division 3. In den Saisons 2006, 2007 und 2008 landete er jeweils auf den zweiten Platz und nahm somit an den Relegationsspielen zur Division 2 teil, konnte diese Spiele aber in allen drei Jahren nicht gewinnen. Erst 2012 gelang der Aufstieg in die Viertklassigkeit. Die Saison 2013 konnte man als Erstplatzierter mit einem Punkt Abstand gegenüber Platz 2 beenden und stieg somit in die drittklassige Division 1 auf.
1946 wurde eine Eishockeysektion gegründet, die sich 1950 als Huddinge IK vom Verein abspaltete. Mitte der 1990er Jahre wurde außerdem die Bandysektion ausgegründet, die sich seither Huddinge IF BK oder Huddinge Bandy nennt.